# Nuova Banca di Sviluppo

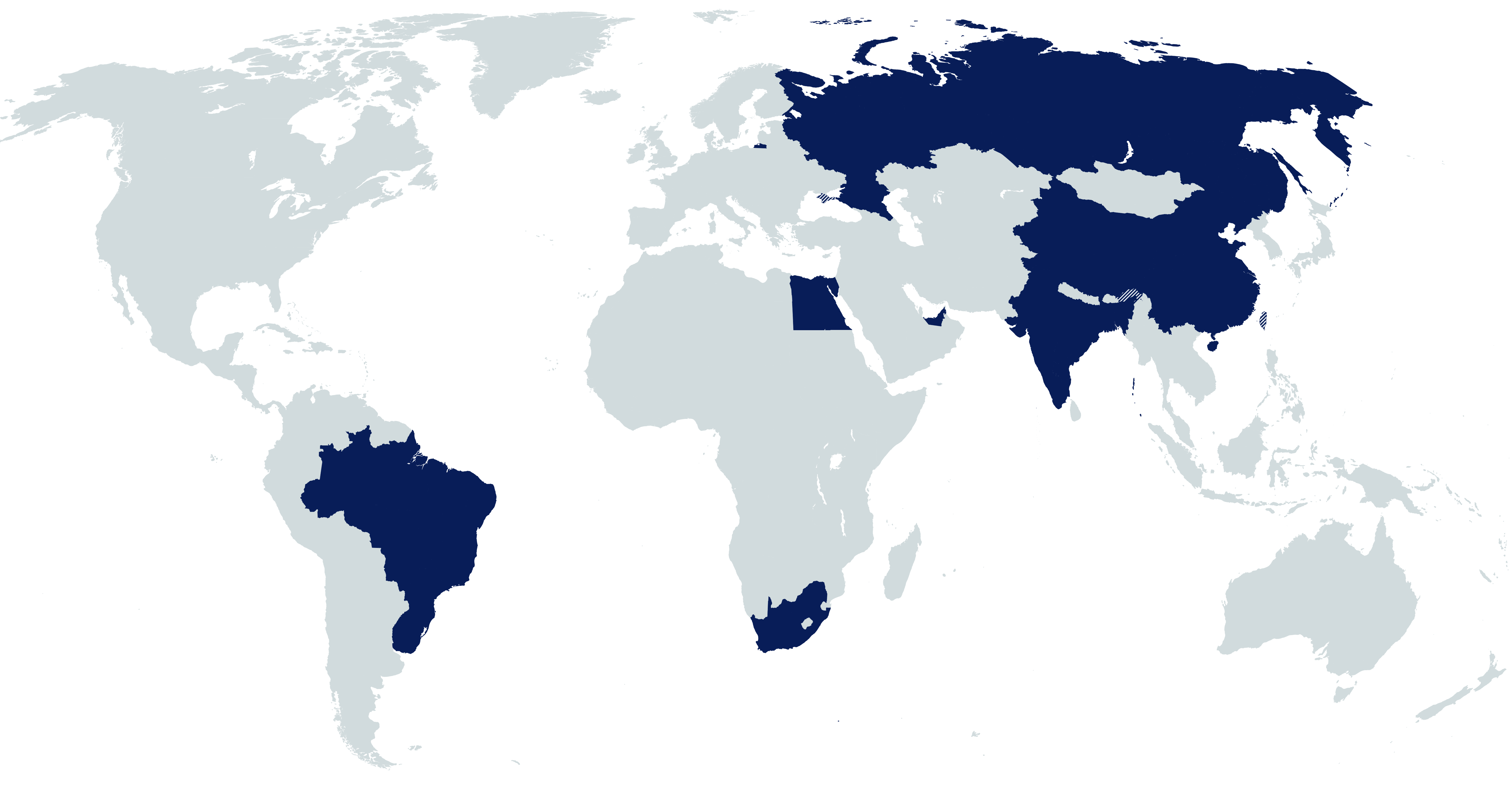
Paesi aderenti

La Nuova Banca di Sviluppo, in inglese New Development Bank BRICS (NDB BRICS), è un'istituzione finanziaria nata dagli accordi interstatali raggiunti durante il sesto summit dei Paesi membri del BRICS, tenutosi in Brasile, a Fortaleza, il 15 luglio 2014, dove erano rappresentate le cinque principali economie mondiali emergenti. Esse si propongono come alternative al gruppo del G7 occidentale, nell'intento di scalzare il ruolo di preminenza degli Stati Uniti d'America e dei Paesi europei e di superare il predominio valutario del dollaro. L'istituto è attivo operativamente a partire dal 2016. La sua sede è a Shanghai, mentre a Johannesburg (Sudafrica) verrà aperta una succursale per la regione africana.

## Storia
La decisione per la costituzione dell'istituto avvenne durante il quinto congresso dei BRICS tenutosi a Durban, in Sudafrica il 27 marzo 2013.
I paesi emergenti, dopo la mancata riforma interna al Fondo Monetario Internazionale e il rifiuto dei paesi più sviluppati di attuare una distribuzione più equa delle quote di voto di Usa e Ue a favore dei paesi in via di sviluppo (la cui proposta rimaneva bloccata presso il Congresso degli Stati Uniti), deluse le aspettative per un ribilanciamento degli equilibri a favore dei BRICS, hanno proceduto a costituire istituzioni alternative a quelle nate dagli accordi di Bretton Woods del 1944, tra cui FMI e Banca Mondiale.

## Contingent Reserve Arrangement
La Nuova Banca di Sviluppo ha un capitale iniziale di 50 miliardi di dollari e conterà su un fondo strategico di capitali di riserva per far fronte a eventuali crisi valutarie e alle pressioni a breve termine sulla liquidità chiamato Accordo sui Fondi di Riserva (Contingent Reserve Arrangement - CRA), con un potenziale di 100 miliardi di dollari. La Cina contribuirà al fondo per 41 miliardi, Brasile, India e Russia per un ammontare di 18 a testa e il Sudafrica per 5 miliardi.